# Guiseley A.F.C.
Guiseley AFC là câu lạc bộ bóng đá có trụ sở tại Guiseley, West Yorkshire, Anh. Đội bóng hiện thi đấu tại Northern Premier League Premier Division, cấp độ thứ 7 của bóng đá Anh, và có sân nhà ở Nethermoor Park.

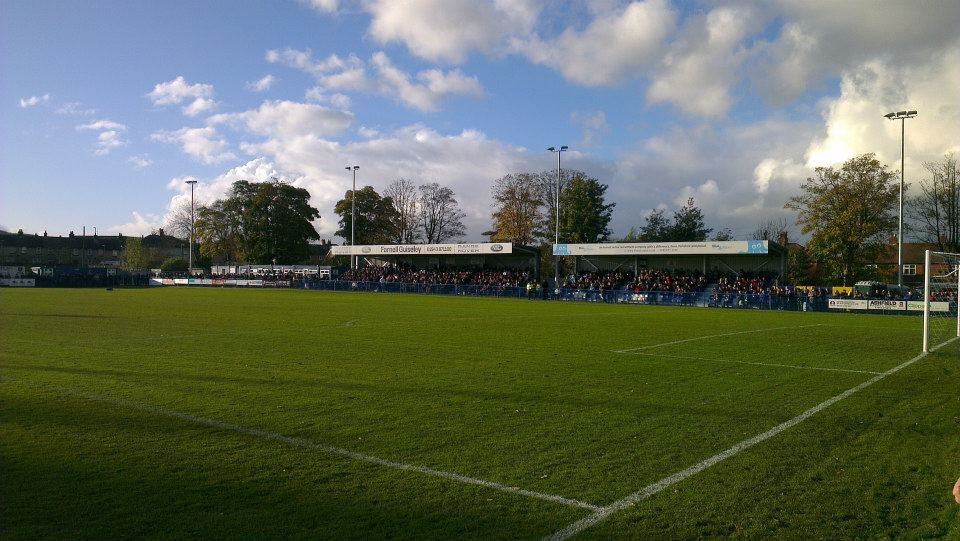
Sân vận động Nethermoor Park

## Danh hiệu
- Northern Premier League
  - Nhà vô địch Premier Division mùa giải 2009–10
  - Nhà vô địch Division One mùa giải 1993–94
  - Nhà vô địch Challenge Cup mùa giải 2008–09
  - Nhà vô địch President's Cup mùa giải 1993–94
- Northern Counties East League
  - Nhà vô địch Premier Division mùa giải 1990–91
- Yorkshire League
  - Nhà vô địch Division Two mùa giải 1975–76
- West Riding County Amateur League
  - Nhà vô địch các mùa giải 1932–33, 1933–34, 1934–35, 1938–39, 1955–56
- West Yorkshire League
  - Nhà vô địch Division One các mùa giải 1960–61, 1964–65
- Wharfedale League
  - Nhà vô địch mùa giải 1912–13
- FA Vase
  - Nhà vô địch mùa giải 1990–91
- West Riding County Cup
  - Nhà vô địch các mùa giải 1978–79, 1979–80, 1980–81, 1982–83, 1993–94, 1995–96, 2004–05, 2010–11, 2011–12

## Thống kê
- Thành tích tốt nhất tại FA Cup: Vòng hai các mùa giải 2017–18, 2018–19[3]
- Thành tích tốt nhất tại FA Trophy: Bán kết các mùa giải 1993–94[3]
- Thành tích tốt nhất tại  FA Vase: Nhà vô địch mùa giải 1990–91[3]
- Kỷ lục khán giả đến sân:
  - Tại sân vận động Valley Parade: 6,548 người trong trận đấu với Carlisle United, mùa giải 1994–95[4]
  - Tại sân vận động Nethermoor Park: 3,000 người trong trận đấu giao hữu với Leeds United, 8 tháng 7 năm 2017[5]